# Thomasomys hudsoni
El Ratón andino de Hudson (Thomasomys hudsoni) es una especie de roedor de la familia Cricetidae.

## Distribución
Está distribuido sólo en los Andes del sur de Ecuador, donde se ha encontrado a una altitud de 3100 m.

## Taxonomía
Antes era considerada una subespecie del T. gracilis. Lleva el nombre del estadounidense zoólogo Wilfred Hudson Osgood.